# مروحة الليدي ويندرمير
مروحة السيّدة ويندرمير هي مسرحية من أربعة فصول، عن امرأة طيّبة للكاتب أوسكار وايلد، عُرضت أول مرة يوم السبت 20 فبراير سنة 1892م، على مسرح جيمس في لندن.

## وصلات خارجية
- مروحة الليدي ويندرمير على موقع الموسوعة البريطانية (الإنجليزية)